# Yves Loubet
Yves Loubet (Porto-Vecchio, 31 oktober 1958) is een Frans voormalig rallyrijder, afkomstig van het eiland Corsica.

## Carrière
Yves Loubet debuteerde in 1976 in de rallysport achter het stuur van een Opel Kadett. Daarmee maakte hij tijdens de WK-ronde in San Remo 1977 ook zijn eerste optreden in het Wereldkampioenschap Rally. In de jaren tachtig was hij voornamelijk op de Franse rallypaden een populaire verschijning met zijn Alfa Romeo GTV6, waarmee hij bijvoorbeeld ook naar een derde plaats toe reed in de WK-ronde van Corsica 1986. In het seizoen 1987 werd hij fabrieksrijder bij Lancia, in deze periode actief met de Groep A Lancia Delta Integrale. Hoewel zijn WK-optredens grotendeels beperkt bleven tot het asfalt van Corsica, was hij daarin als specialist wel telkens een favoriet voor de overwinning. Hoe dan ook bleef deze voor hem uit, maar groot succes kwam er uiteindelijk wel toen hij in 1989 de titel in het Europees kampioenschap op zijn naam schreef. Tot begin jaren negentig reed hij nog met Lancia's rond, waarna hij vervolgens nog uitkwam als fabrieksrijder van Citroën en Toyota in kleinschaligere programma's. Daarna bleef hij nog enkele jaren actief in zowel nationale als internationale rally's, voordat hij zijn actieve loopbaan hierin beëindigde.
In latere jaren nam hij onder meer voor het fabrieksteam van Nissan nog deel aan de jaarlijkse Dakar-rally. Loubet is tegenwoordig nog regelmatig te zien in historische rallyevenementen.

## Complete resultaten in het Wereldkampioenschap rally

### Overzicht van deelnames
| Seizoen | Inschrijving        | Auto                        | 1      | 2   | 3      | 4      | 5      | 6      | 7   | 8   | 9      | 10     | 11  | 12     | 13  | 14  | Pos. | Punten |
| ------- | ------------------- | --------------------------- | ------ | --- | ------ | ------ | ------ | ------ | --- | --- | ------ | ------ | --- | ------ | --- | --- | ---- | ------ |
| 1977    | Yves Loubet         | Opel Kadett GT/E            | MON    | ZWE | POR    | KEN    | NZL    | GRI    | FIN | CAN | ITA NF | FRA NF | GBR |        |     |     | -    | -      |
| 1978    | Yves Loubet         | Opel Kadett GT/E            | MON    | ZWE | POR    | KEN    | GRI    | FIN    | CAN | ITA | IVK    | FRA NF | GBR |        |     |     | -    | -      |
| 1979    | Yves Loubet         | Opel Kadett GT/E            | MON    | ZWE | POR    | KEN    | GRI    | NZL    | FIN | ITA | CAN    | FRA NF | GBR | IVK    |     |     | -    | 0      |
| 1981    | Yves Loubet         | Ford Escort RS2000          | MON 97 | ZWE | POR NF | KEN    |        |        |     |     |        |        |     |        |     |     | -    | 0      |
| 1981    | Yves Loubet         | Ford Escort RS1800          |        |     |        |        | FRA NF | GRI    | ARG | BRA | FIN    | ITA    | IVK | GBR    |     |     | -    | 0      |
| 1982    | Yves Loubet         | Alfa Romeo Alfetta GT       | MON    | ZWE | POR    | KEN    | FRA 17 | GRI    | NZL | BRA | FIN    | ITA    | IVK | GBR    |     |     | -    | 0      |
| 1983    | Yves Loubet         | Alfa Romeo GTV6             | MON 15 | ZWE | POR    | KEN    | FRA NF | GRI    | NZL | ARG | FIN    | ITA    | IVK | GBR    |     |     | -    | 0      |
| 1984    | Yves Loubet         | Alfa Romeo GTV6             | MON NF | ZWE | POR    | KEN    | FRA 10 | GRI    | NZL | ARG | FIN    | ITA NF | IVK | GBR    |     |     | 65   | 1      |
| 1985    | Yves Loubet         | Alfa Romeo GTV6             | MON    | ZWE | POR    | KEN    | FRA 5  | GRI    | NZL | ARG | FIN    | ITA    | IVK | GBR    |     |     | 26   | 8      |
| 1986    | Yves Loubet         | Alfa Romeo GTV6             | MON    | ZWE | POR    | KEN    | FRA 3  | GRI    | NZL | ARG | FIN    | ITA    | IVK | GBR    | VST |     | 20   | 12     |
| 1987    | Lancia Martini      | Lancia Delta HF 4WD         | MON    | ZWE | POR    | KEN    | FRA 2  | GRI    | VST | NZL | ARG    | FIN    | ITA | IVK    | GBR |     | 20   | 15     |
| 1988    | Lancia Martini      | Lancia Delta HF 4WD         | MON NF | ZWE |        |        |        |        |     |     |        |        |     |        |     |     | 10   | 27     |
| 1988    | Jolly Club          | Lancia Delta HF 4WD         |        |     | POR 3  | KEN    |        |        |     |     |        |        |     |        |     |     | 10   | 27     |
| 1988    | Lancia Martini      | Lancia Delta Integrale      |        |     |        |        | FRA 2  |        |     |     |        |        |     |        |     |     | 10   | 27     |
| 1988    | Jolly Club          | Lancia Delta Integrale      |        |     |        |        |        | GRI NF | VST | NZL | ARG    | FIN    | IVK | ITA NF | GBR |     | 10   | 27     |
| 1989    | Lancia Martini      | Lancia Delta Integrale      | ZWE    | MON | POR    | KEN    | FRA 4  | GRI    | NZL | ARG | FIN    | AUS    | ITA | IVK    | GBR |     | 30   | 10     |
| 1990    | Lancia Martini      | Lancia Delta Integrale 16V  | MON    | POR | KEN    | FRA NF | GRI    | NZL    | ARG | FIN | AUS    | ITA    | IVK | GBR    |     |     | -    | 0      |
| 1991    | Lancia Martini      | Lancia Delta Integrale 16V  | MON 9  | ZWE | POR    | KEN    | FRA 6  | GRI    | NZL | ARG | FIN    | AUS    | ITA | IVK    | SPA | GBR | 35   | 8      |
| 1992    | Citroën Sport       | Citroën AX GTI              | MON    | ZWE | POR    | KEN    | FRA 15 | GRI    | NZL | ARG | FIN    | AUS    | ITA | SPA    | IVK | GBR | -    | 0      |
| 1993    | Toyota Castrol Team | Toyota Celica Turbo 4WD     | MON    | ZWE | POR    | KEN    | FRA NF | GRI    | ARG | NZL | FIN    | AUS    | ITA | SPA    | GBR |     | -    | 0      |
| 1994    | Yves Loubet         | Opel Astra GSI 16V          | MON    | ZWE | POR    | KEN    | FRA NF | GRI    | ARG | NZL | FIN    | AUS    | ITA | SPA    | GBR |     | -    | 0      |
| 1995    | Yves Loubet         | Ford Escort RS Cosworth     | MON    | ZWE | POR    | KEN    | FRA NF | GRI    | NZL | ARG | FIN    | AUS    | ITA | SPA    | GBR |     | -    | 0      |
| 1999    | Yves Loubet         | Mitsubishi Carisma GT Evo V | MON NF | ZWE | KEN    | POR    | SPA    | FRA    | ARG | GRI | NZL    | FIN    | CHN | ITA    | AUS | GBR | -    | 0      |

##### Noot
- Het concept van het Wereldkampioenschap Rally tussen 1973 en 1976, hield in dat er enkel een kampioenschap open stond voor constructeurs.
- In de seizoenen 1977 en 1978 werd de FIA Cup for Drivers georganiseerd. Hierin meegerekend alle WK-evenementen, plus tien evenementen buiten het WK om.

## Internationale overwinningen (EK)
| Seizoen | Rally                              | Navigator        | Auto                   |
| ------- | ---------------------------------- | ---------------- | ---------------------- |
| 1989    | 18th Rally Cyprus                  | Jean-Marc Andrié | Lancia Delta Integrale |
| 1989    | 14th ELPA Rally Halkidiki          | Jean-Marc Andrié | Lancia Delta Integrale |
| 1989    | 30º Rali Vinho da Maderia          | Jean-Marc Andrié | Lancia Delta Integrale |
| 1989    | 25º Rallye Catalunya - Costa Brava | Jean-Marc Andrié | Lancia Delta Integrale |